# چائیرلی (گوی‌چای)
چائیرلی (به لاتین: Çayırlı) یک منطقه مسکونی در جمهوری آذربایجان است که در شهرستان گوی‌چای واقع شده است.